# Cagiva
Cagiva – włoskie przedsiębiorstwo założone w 1950 roku w Varese przez Giovanniego Castiglioni (Castiglioni Giovanni Varese).
Na początku zajmowało się produkcją drobnych metalowych komponentów. Produkcję motocykli przedsiębiorstwo rozpoczęło w 1978 roku. Z biegiem lat pod jej skrzydła dostały się takie marki jak Husqvarna czy Ducati – z warsztatów tych marek pochodzą silniki, które Cagiva montuje w swoich motocyklach.